# Cryptoprocta spelea
Il fossa gigante (Cryptoprocta spelea G.Grandidier, 1902) è un mammifero estinto della famiglia degli Eupleridi, endemico del Madagascar.
Secondo i resti sub-fossili scoperti finora, si ritiene che quest'animale pesasse 17 kg e fosse lungo circa 2 metri. Come il suo parente più piccolo, Cryptoprocta ferox, potrebbe aver avuto un comportamento simile a quello del gatto ed essere stato in grado di cacciare i lemuri giganti del Madagascar, delle dimensioni di una antropomorfa, anch'essi estinti. Non sappiamo il perché questa specie si sia estinta così recentemente.